# Personaggi di Keroro
La seguente voce è la lista dei personaggi del manga ed anime Keroro.

## Keroniani

I membri del plotone Keroro. Da sinistra a destra: Dororo, Giroro, Keroro, Tamama e Kururu.

### Plotone di Keroro
Il plotone "Grandi manovre - divisione invasioni spaziali", meglio conosciuto come Plotone Keroro, è composto da:

#### Keroro
Il sergente Keroro (ケロロ軍曹?, Keroro gunsō) è il protagonista della serie e leader del plotone. Il colore del suo corpo è verde. Il suo compito dovrebbe essere quello di conquistare Pekopon (la Terra), ma ha un carattere pigro e svogliato, tanto che nemmeno la famiglia Hinata lo vede come una minaccia per la Terra, e viene spesso usato come colf. Keroro inoltre è amico di infanzia di Giroro, Dororo (che ha sempre sfruttato per trarne vantaggi personali) e di Kogoro. Spesso il suo plotone rimane deluso dalle sue aspettative e il suo comportamento domandandosi come sia stato possibile che Keroro sia diventato capo del plotone. È un grande appassionato di manga, anime e Gunpla. Vive a casa di Hinata dove viene costretto a fare le pulizie. È il miglior amico di Fuyuki Hinata. Il nome di Keroro proviene dal suono onomatopeico delle rane che gracidano: "kerokero" (ケロケロ?, Kerokero). Porta un copricapo militare giallo con un distintivo rosso chiamato Keron Badge: girandolo si può diventare invisibili ai pekoponiani (tranne gli animali e persone speciali nel manga). Questo accade con ogni distintivo militare presente nei copricapi del plotone e la capacità viene definita "Antibarriera". Porta un'altra stella (la Keron Star, chiamata Stella di Keron nell'edizione italiana dell'anime) ma sulla pancia. Essa è il simbolo riportato sulla bandiera keroniana, e viene affidata solo al capo del plotone per le invasioni spaziali. La Keron Star ha il potere di dare più dignità e carisma a chi la indossa. Tuttavia, a causa dello scarso carisma della rana, l'effetto della Keron Star scompare ogni qual volta Keroro la indossi. Nel volume 17 e 20 del manga viene mostrato da Keroro "L'Ordine Supremo del Comandante" il massimo potere assoluto della razza dei Keroniani. Quando Keroro sente in pericolo le cose importanti che vuole proteggere, la Keron Star sul suo petto si illumina, lasciandolo avvolto nell'ombra nascondendone il volto, eccetto gli occhi. Più avanti, tale cambiamento, si rivelerà essere un'altra personalità di Keroro che risiede in un luogo profondo della sua mente. La sua voce cambia diventando autoritaria e potente. È doppiato in originale da Kumiko Watanabe e in italiano da Patrizio Prata.

#### Tamama

Shoshinsha originale, quello di Tamama ha i colori invertiti.

Il soldato semplice Tamama (タママ二等兵?, Tamama nitōhei) è la truppa d'assalto e la mascotte del plotone. È stato il secondo keroniano ad apparire nella serie. È di colore blu scuro (nero nel manga) ed il suo grado è "Soldato semplice". Vive a casa di Momoka Nishizawa, dove gode di un'area tutta per sé, anche se la maggior parte del tempo lo passa nella base di Keroro. Il suo comportamento è all'apparenza gentile ed innocente, ma una volta arrabbiato non riesce a frenarsi. Questo accade quando qualcuno si avvicina al suo amato Keroro, e di conseguenza odia Angol Mois e tutte le altre persone che si avvicinano al sergente. Come lui, anche la sua partner Momoka ha questa doppia personalità. Adora mangiare snack e dolci e gli piace leggere manga. Tra i membri del plotone è quello che ha più stima di Keroro, provando per lui una grande ammirazione. Il suo attacco più potente è il "Tamama Impact" (nell'edizione italiana dell'anime chiamato Impatto Tamama), che consiste in una raggio energetico lanciato dalla bocca. Le sue tecniche sono per lo più parodie di quelle viste in Dragon Ball, come la Shittodama (parodia della Genkidama), fatta con l'unione di tutta la gelosia della Terra. È un maestro nelle arti marziali. Il suo simbolo è il marchio "Shoshinsha" (初心者?, Shoshinsha), chiamato anche "Wakaba" (若葉?, Wakaba), che in Giappone indica i principianti al volante (analogo all'italiana P), coi colori invertiti. Il suo nome deriva dalla parola giapponese otamajakushi (おたまじゃくし?, Otamajakushi, trad. "girino"), difatti è l'unico membro del plotone Keroro ad avere la coda, che gli altri membri hanno perso con il loro passaggio all'età adulta. È doppiato in originale da Etsuko Kozakura e in italiano da Giorgio Bonino.

#### Giroro
Il caporale Giroro (ギロロ伍長?, Giroro gochō) è la fanteria mobile del plotone. È stato il terzo keroniano ad apparire nella serie. È di colore rosso. È un abile guerriero, esperto nell'uso di moltissime armi e dotato di una mira infallibile, ed è lui, infatti, che coordina gli attacchi all'interno del plotone Keroro. Ha una cicatrice sulla faccia, inflittagli da Keroro quando era un soldato spietato, che per lui rappresenta il simbolo del guerriero. Indossa sempre una cintura per commemorare i compagni caduti in guerra. È segretamente innamorato di Natsumi Hinata, amore non corrisposto in quanto lei sembra innamorata di Saburo. Vive in casa Hinata in una tenda nel giardino, dove passa il tempo lucidando le sue armi e immaginando scenari romantici che lo vedono protagonista insieme a Natsumi. Adora le patate dolci cotte al fuoco. È l'unico keroniano che pensa seriamente all'invasione della Terra. Spesso si ricorda di quando era in guerra. È sempre in contrasto con Keroro, (di cui è amico di infanzia insieme a Dororo), per il suo comportamento pigro e svogliato. Possiede molte armi, che spesso usa per punire Keroro. Inoltre, spesso Giroro viene usato da Kururu come cavia per le sue invenzioni e ha un gran terrore delle storie di fantasmi e dei cetrioli di mare. Inoltre, quando era piccolo, era a capo del fanclub delle ferrovie, che gli interessano ancora oggi. Giroro ha anche stregato il cuore di una gattina di cui si è preso cura e che vive con lui nella sua tenda. È doppiato in originale da Jōji Nakata (adulto) e Akiko Hiramatsu (bambino) e in italiano da Diego Sabre.

#### Kururu

Il simbolo di Kururu

Il sergente maggiore Kururu (クルル曹長?, Kururu sochō) è l'esperto di strategie e comunicazioni del plotone ed ha sempre stampato in faccia un ghigno. È stato il quarto keroniano a fare la sua comparsa nella serie. Il suo colore è giallo, dovuto ad un bagno in un grande piatto pieno di curry che gli ha fatto il giovane Keroro (infatti da piccolo era color celeste) ed il suo grado è sergente maggiore, il più alto del plotone. Si considera personalmente un genio, e ciò che lo rende davvero tale è la sua conoscenza informatica e tecnologica, che a quanto pare possiede fin da bambino. Presenta inoltre i tratti maniacali del nerd e dell'hikikomori: passa la maggior parte della sua giornata nella sua camera, addobbata di tecnologie avanzate e munita di un computer da lui stesso creato, e prova grande interesse per il corpo femminile terrestre. Principalmente quello di Aki Hinata per cui prova un certo interesse. Riesce a fabbricare delle invenzioni straordinarie e sta sempre davanti al monitor di un computer da lui costruito. È dotato di un particolare sadismo che lo spinge a fare scherzi degradanti e sgradevoli, ed è inoltre capace di emettere un suono assordante dalle cuffie che indossa sempre e che usa contro i nemici o anche contro i membri del plotone che lo infastidiscono. Può anche emettere onde elettriche. È miope e porta degli occhiali spessi. Ha una vera e propria passione per il curry e spesso utilizza Giroro come cavia per i suoi esperimenti. Le sue invenzioni sono molto importanti per l'attuazione dell'invasione della Terra da parte del plotone Keroro. È inoltre un abilissimo hacker e ha creato parecchi programmi per la difesa della base del plotone di Keroro. Kururu apprezza stare sotto il comando di Keroro, perché gli dà carta bianca per ogni cosa che vuole fare. Vive nella base segreta del plotone situata sotto la casa Hinata, precisamente nel suo laboratorio che ha la forma della sua testa, da dove spia le azioni del plotone e della famiglia Hinata. Nel manga assiste per un breve istante al potere dell'"ordine supremo del comandante", l'altra personalità di Keroro, ammettendo per la prima volta di avere provato terrore nei suoi confronti. Il partner umano di Kururu è Saburo Mutsumi, con il quale viveva prima di ricongiungersi al resto del plotone e venire ad abitare a casa Hinata. A questo Kururu ha donato la penna capace di dare vita a qualsiasi cosa disegni. È doppiato in originale da Takehito Koyasu e in italiano da Daniele Demma.

#### Dororo

Il simbolo di Dororo

Il soldato scelto Dororo (ゼロロ兵長?, Zeroro heichō) È stato l'ultimo membro del plotone ad apparire nella serie. In origine il suo vero nome è Zeroro (ゼロロ?, Zeroro) e proviene da una famiglia benestante, ma al suo arrivo sulla Terra l'ha cambiato in Dororo. È di colore tra l'azzurro e l'indaco. Nonostante sia arrivato sulla Terra per invaderla, preferisce fare un'invasione pacifica con il suo plotone, Dororo vuole prendersi cura del pianeta, grazie alla sua partner Koyuki Azumaya. Porta sempre con sé una corta wakizashi, ha la parte inferiore del volto coperto da una maschera bianca e indossa un copricapo da shinobi. Vive con Koyuki Azumaya in una casa fuori Tokyo priva di corrente elettrica ed entrambi sono ninja molto bravi. Dororo ha conosciuto Koyuki in seguito al suo arrivo sulla Terra, quando rimase impigliato in una tagliola e fu salvato dalla ragazza ninja e lo portò con sé al villaggio di Shinobino, dove apprese le arti ninja. Ha un grande amore per la natura, difatti spesso collabora ad iniziative come raccolte di rifiuti o simili. È il membro del plotone Keroro che viene più emarginato (gag ricorrente è vederlo malinconico in un angolo mentre dice "Mi hanno lasciato solo!", il cosiddetto Trauma Switch), per questo ha un carattere molto solitario, dovuto anche alla sua infanzia traumatica (di cui Keroro è responsabile, visto che spesso s'approfittava dell'amico). Il suo simbolo è uno shuriken, che per lui rappresenta la pace, che porta sul copricapo e sulla pancia. Ha molti hobby, tra i quali leggere, meditare, bere il tè, allenarsi o spiare le azioni del plotone. Il volto di Zeroro non è mai stato mostrato: nei flashback della sua infanzia su Keron (dove andava a scuola con Keroro e Giroro) lo si può vedere con addosso una mascherina chirurgica(indossata anche da sua madre), mentre prima d'incontrare Koyuki indossava una maschera antigas, e poi da un velo ninja.  È doppiato in originale da Takeshi Kusao e in italiano da Lorenzo Scattorin.

### Plotone di Garuru

#### Garuru
il tenente Garuru (o Galulu) (ガルル中尉?, Garuru chūi) è il leader del plotone, fratello maggiore di Giroro e abile cecchino. Mostra una certa simpatia per la capo infermiera Pururu, alla fine si scopre che è innamorato di lei fin da giovane, ma non lo ammetterà mai nel corso della serie. A differenza di Keroro, nonostante anch'egli sia un comandante di un plotone Keroniano, non gli è stato concesso di possedere una Keron Star. È doppiato in originale da Akio Ōtsuka e in italiano da Raffaele Fallica.

#### Taruru
Il soldato di prima classe Taruru (タルル上等兵?, Taruru jōtōhei) è la truppa d'assalto del plotone, Apprendista di Tamama, e un tempo suo grande fan, ma dopo averlo superato di grado lo tratta solo come un collega più anziano. Dopo un primo scontro in cui riesce a battere Tamama, quest'ultimo ricompare e, grazie alla forza di un insetto millenario riesce a sconfiggere Taruru. Da quel momento Taruru ritornerà a considerare Tamama suo maestro. È doppiato in originale da Akeno Watanabe e in italiano da Luca Bottale (1ª voce) e Claudio Beccari (2ª voce).

#### Zoruru
Il soldato scelto Zoruru (o Zolulu) (ゾルル兵長?, Zoruru heichō) è l'assassino del plotone, si reputa il nemico di Dororo. Metà del suo corpo coperta da metallo. Ancora più dimenticato di Dororo, come si vede nel combattimento, nemmeno il keroniano ninja si ricorda di Zoruru. È il primo che assiste all'altra personalità di Keroro;  "L'Ordine Supremo del Comandante" e ne rimane terrorizzato. È doppiato in originale da Kazuki Yao e in italiano da Guido Rutta.

#### Tororo
La recluta Tororo (トロロ新兵?, Tororo shin hei) pur non essendo graduato è l'esperto di strategie e comunicazioni del plotone. Ama mangiare di tutto mentre è al computer, in particolare ha una debolezza per tutti i cibi da fast food. Tororo è ancora un girino, è di colore bianco-amaranto e come stemma ha una sfera con tre vertici rettangolari. Caratterialmente è molto simile a Kururu, infatti anche lui presenta comportamenti tipici dei nerd.  È un hacker bravissimo, infatti riesce a introdursi nel sistema difensivo di Kururu senza troppi problemi, ma venendo poi sconfitto da quest'ultimo.È doppiato in originale da Kappei Yamaguchi e in italiano da Davide Garbolino.

#### Pururu
Il capo infermiera Pururu (プルル看護長?, Pururu kango chō) è l'unica ragazza del plotone; è di colore viola e come stemma ha un cuore colorato per metà di giallo e per l'altra metà di rosso. Pururu, Keroro, Giroro e Dororo erano compagni di classe a scuola su Keron. Dopo la sua prima comparsa, sarà sempre più frequente la sua partecipazione alle avventure di Keroro e compagni. Dopo un breve periodo nella base segreta del sergente, si stabilisce a casa di Chiruyo Tsukigami, la compagna di classe di Fuyuki che lo ama di nascosto. Segretamente innamorata del Tenente Garuru, però non ha il coraggio di rivelaglielo, continuando a stuzzicarlo con continui regalini anonimi. È doppiata in originale da Satsuki Yukino.

#### Nuovo sergente Keroro
Del plotone di Garuru fa anche parte il cosiddetto "Nuovo Sergente Keroro", ossia una versione ringiovanita del Keroro normale. Nel manga si tratta di un clone, mentre il Keroro originale è in una vasca che lo sta facendo regredire a livello di uovo, per poi cancellargli la memoria. Nell'anime è lo stesso Keroro ringiovanito e dalla memoria modificata, che tornerà normale grazie all'aiuto di Natsumi e Fuyuki.

### Plotone di Shurara

#### Shurara/Shirara
Shurara/Shirara (シュララ/シララ?) è la nemesi di Keroro, il capo della squadra; il suo vero nome è Shirara. Vuole ottenere la stella di Keron di Keroro per un aneddoto personale. Innamorato cotto di Pururu fin da girino. È doppiato in originale Norio Wakamoto e Hōko Kuwashima

#### Putata
Putata (プタタ?) è l'artista dell'armata, con il suo pennello può rendere reali i suoi disegni. Appare per la prima volta nell'episodio 161 insieme a Mekeke. Insieme riescono quasi a sopraffare il plotone ma con l'intervento di Saburo il loro piano va in fumo. Il pennello che porta con sé è in realtà un Nyororo, predatore naturale dei keroniani, che aizza contro Keroro, ma grazie a Saburo, che su suggerimento di Kururu fa comparire del riso al curry, il Nyororo scompare e Putata viene sconfitto. È doppiato in originale da Kentaro Tone. Nel doppiaggio spagnolo viene chiamato Pumama, in italiano Titata.

#### Mekeke
Mekeke (メケケ?) ha la capacità di manovrare la gente come marionette, ma i suoi fili sono molto sottili. Appare insieme a Putata nell'episodio 161 dove controlla Kururu, la prima immagine che mostra di sé è quella di un Keroniano sospeso a testa in giù a qualche palmo da terra, alla fine dell'episodio si scopre che il vero Mekeke era sul soffitto, dove manovrava la marionetta con le sue sembianze. Con l'intervento di Dororo, perde la marionetta e si dichiara sconfitto. È doppiato in originale da Chō.

#### Giruru
Giruru (ギルル?) è un keroniano liquido, ha la capacità di prendere varie forme e di trasformare chiunque in esseri liquidi. È il fratello maggiore di Dokuku. È doppiato in originale da Kunihiko Yasui.

#### Dokuku
Dokuku (ドクク?) è il Keroniano gassoso, detto anche "Keroniano gassoso Numero 1", ha la proprietà di entrare nei corpi delle persone. È il fratello minore di Giruru. In un racconto di Kururu si vede un keroniano all'interno di una macchina, legato ad un lettino da laboratorio che indossa uno smoking che, successivamente, si sgonfia e facendo fuoriuscire del gas. Da qui si capisce come è stato creato Dokuku. È doppiato in originale da Takeshi Kusao.

#### Kagege
Kagege (カゲゲ?) è l'assassino del gruppo, può animare le ombre dei suoi avversari. È doppiato in originale da Toshio Furukawa.

#### Nuii
Nuii (ヌイイ?) è un peluche keroniano trasformato in arma da Shurara. È comandato da Gyororo; ha la capacità di trasformare le persone in pupazzetti. Compare la prima volta nell'episodio 188, dove prende le sembianze di un peluche posseduto da Natsumi quando era bambina chiamato Kuu-chan. È doppiato in originale da Kurumi Mamiya.

#### Gyororo
Gyororo (ギョロロ?) è la spia dell'armata, con denti affilati e dotato di occhi sparsi su tutto il corpo. È un girino, quindi ha ancora la coda (molto grossa rispetto allo standard).  È doppiato in originale da Hiromi Hirata.

#### Robobo
Robobo (ロボボ?) è il robot della squadra, completamente composto da ingranaggi. Ha due calamite al posto delle mani, e la capacità di trasformare le persone in oggetti metallici. È doppiato in originale da Keiichi Sonobe.

#### Yukiki
Yukiki (ユキキ?) è il signore della neve, ha il potere di ghiacciare qualunque cosa si trovi sul suo cammino. Somiglia ad un pupazzo di neve con una carota al posto del naso. È doppiato in originale da Eiji Maruyama.

### Assassini

#### Jirara
Il capo degli assassini ricercato su Keron per i suoi furti. Jirara combatte contro Dororo e Giroro e prende il controllo di Koyuki per battere Dororo. Nella situazione terribile in cui Dororo è praticamente morto stranamente ritorna in vita e uccide Jirara.

#### Assassino Dororo
Un tempo Dororo era un assassino. Dororo era pure l'obiettivo principale di Jirara e Zoruru.

#### Assassino Zoruru
Un tempo Zoruru era un assassino. L'obbiettivo di Zoruru era ed è battere Dororo perché Jirara li teneva sempre d'occhio e diceva che erano forti tutti e due allora per sapere chi era più forte ogni giorno si allenavano e si sfidavano, anche se nessuno di loro due era più forte.

#### Assassino Kerere
Il fratello minore di Jirara ed era il più scarso degli assassini. Kerere combatte contro Jirara e Zoruru perché aveva cercato di assassinare Dororo perché voleva diventare al suo grado ma Jirara e Zoruru lo vedono e lo uccidono. Mentre Kerere era morto l'assassino Gerere dal potere di rianimare le persone lo rianima. Grazie a Gerere lui
si rianima e si batte contro Dororo che lo disintegra in modo che non può più rianimarsi.

#### Assassino Gerere
L'assassino di 2ª classe della banda degli assassini, ha il potere di rianimare le persone può leggere il pensiero dei Keroniani e dei Pekoponiani. Gerere era il più buono degli assassini, infatti si batte contro Jirara per far smettere di esistere la banda degli assassini ma viene battuto da Jirara con un pugno.

#### Assassino Gaia
Clone di Dororo che era stato creato da Tororo per puro sbaglio. Gaia combatte contro Keroro, Giroro e Tamama per avere la base segreta di Keroro su Keron. Jirara lo vede combattere contro Giroro allora decide di aggiungerlo agli assassini.

#### Super Kiro
Kiro era l'intenditore degli assassini. Kiro è il fratello maggiore di Taruru che si batte contro Kiro perché faceva parte degli assassini, Taruru lo batte e allora Kiro decide di lasciare gli assassini ma Jirara si batte contro di lui nonostante Kiro non si faceva niente. Alla fine però Jirara lo batte. Jirara da quel giorno lo chiamò Super Kiro e non più assassino Kiro.

#### Girino
Girino era soltanto una leggenda ma Jirara diceva che l'aveva avuto nella banda degli assassini prima che venissero gli altri. Garuru invece diceva che si era scontrato con lui nell'universo Yokai su Keropon. Giroro si batte contro di lui in un sogno di cui non si vede la scena in un episodio speciale trasmesso una volta su TOKYO TV. Tutto questo accadde su Keron.

### Plotone Di Zurara

#### Zurara
Un bullo che prese la base segreta di Keroro, Giroro e Dororo su Keron picchiandoli nell'episodio 162. Poi fa la sua ricomparsa nell'Episodio 285 per vendicarsi di Keroro. Zurara era il capo di 2 bulli che compaiono nell'episodio 162 poi quando fa la sua ricomparsa torna con un suo assistente, Gururu che viene spesso picchiato da Zurara.

#### Gururu
L'assistente di Zurara che compare da bambino nell'episodio 162 e da adulto nell'episodio 285.
Gururu viene spesso picchiato da Zurara, il capo dei bulli su Keron. Gururu non combatte molto infatti ha il titolo di "Assistente Gururu". Zurara e Gururu vengono cacciati dall'accademia militare di Keron proprio quando stavano per partire sulla loro astronave perché Zurara aveva picchiato Gururu e Gururu aveva picchiato Tororo.

### Altri keroniani

#### Padre di Keroro
Il padre di Keroro, conosciuto come "Il re dei sergenti" o "Il sergente terrore" per il suo terribile comportamento. Non si conosce il suo nome ed è amico del padre di Giroro. Viene descritto da Giroro come uno dei più spietati soldati dell'esercito di Keron; durante il corso dell'anime arriva su Pekopon un po' di volte, per trovare il figlio, senza incutere il timore di un tempo. È doppiato in originale da Ken'ichi Ogata e in italiano è doppiato da Guido Rutta.

#### Karara
Karara è la figlia del direttore delle industrie Doboba, e innamorata perdutamente di Tamama anche se nelle sue successive comparse si innamora degli altri componenti del plotone. È doppiato in originale da Junko Noda e in italiano è doppiata da Patrizia Scianca (1ª voce); Tosawi Piovani (2ª voce)

#### Chiroro
Chiroro è un'amica di Karara, la sua esclamazione tipica è "Aloha!". La storia di Chiroro e Karara è un po' differente tra anime e manga, poiché nella versione a fumetti, apparsa sul volume 11, sono presentati come due bambini provenienti dall'asilo di Keron. È doppiata in originale da Natsuko Kuwatani.

#### Madre di Dororo
La madre di Dororo ha una mascherina di carta sul volto come il figlio. Appare nell'episodio 109 e in alcuni flashback.

## Amici del plotone di Keroro

### Famiglia Hinata

#### Fuyuki Hinata
Fuyuki Hinata (日向冬雪?, Hinata Fuyuki) è un ragazzo amante dell'occulto e del sovrannaturale, grande amico di Keroro. Fuyuki è di norma un tipo tranquillo e molto paziente, ma quando s'arrabbia diventa completamente un'altra persona e tutti hanno paura di lui, compreso Keroro. In queste situazioni la sua faccia non viene mai mostrata, ma un'espressione di terrore invade tutti i presenti, inoltre in questa situazione neanche sua sorella Natsumi riesce a fermarlo. Altra caratteristica di Fuyuki è quella di essere un ragazzo generoso, che sarebbe disposto a fare qualsiasi cosa per i suoi amici. Ha fondato il club dell'occulto nella sua scuola, la cui unica iscritta però è Momoka, non tanto per interesse verso l'occulto, ma per il suo interesse verso lo stesso Fuyuki, per cui ha una cotta. Nella sua camera Fuyuki ha un sacco di libri riguardanti ufo e fantasmi, e la sua conoscenza dell'occultismo lo rende imbattibile quando si tratta di raccontare le storie del terrore. Fisicamente non è molto forte, difatti preferisce le gare d'intelligenza. Ha una paura smodata dell'acqua e non sa nuotare. Il suo rendimento scolastico è nella norma, ma comunque inferiore a quello della sorella in quanto non gli piace studiare. In originale è doppiato da Tomoko Kawakami (dall'episodio 1 al 231) ed in seguito da Hōko Kuwashima. Nella versione italiana è doppiato da Simone D'Andrea.

#### Natsumi Hinata
Natsumi Hinata (日向夏美?, Hinata Natsumi) è la sorella maggiore di Fuyuki. Costringe ogni giorno il sergente Keroro a pulire la casa. Come suo fratello Fuyuki e sua madre Aki (i cui nomi contengono rispettivamente gli ideogrammi inverno (冬 in giapponese) ed autunno (秋)) anche il suo nome è legato alle stagioni. L'ideogramma natsu (夏) significa infatti, estate. Ha i capelli rosa, ama lo sport, in cui riesce alla perfezione, è molto intelligente ed ostacola i piani di invasione di Keroro e il suo plotone, con il suo cervello, ma soprattutto con la sua forza ed il suo fisico, infatti nessun alieno del plotone le riesce a tenere testa. I suoi punti deboli sono: l'imbarazzo e le lumache. Ha ereditato dalla madre Aki Hinata il fisico prosperoso, mostrato soprattutto con un'arma di Kururu che la fa diventare temporaneamente adulta acquisendo una bellezza tale da non passare inosservata, venendo corteggiata da tutti gli uomini che incontra. Ha poca pazienza e quando si arrabbia viene trattenuta solo da suo fratello minore Fuyuki. Anche se non lo mostra apertamente è molto affezionata a Keroro e a Giroro. La sua migliore amica è Koyuki Azumaya ed è interessata a Saburo Mutsumi, suo compagno di scuola. Giroro è perdutamente innamorato di lei dall'episodio 4 "Il caporale Giroro" e lei, continua sempre di più ad essere interessata a lui, fino ad arrivare ad alcuni episodi interamente dedicati a loro. Inoltre, si preoccupa molto spesso per Giroro; e si sdebita con lui, quando, ad esempio la salva da qualcosa di paranormale o alieno preparandogli dolci e biscotti, fasciandolo e curandolo, o semplicemente ringraziandolo e facendogli compagnia la sera quando di solito se ne sta da solo davanti al fuoco. Nel volume 23 del manga avverte indirettamente "l'ordine del comandante supremo" emesso da Keroro e ne rimane impaurita. Dall'episodio 38, a Natsumi è stato donato un collare rosso e verde, se lo indossa, si trasforma in "Super Lady Natsumi": intorno a lei appare un'armatura, e diventa invincibile, con vari attacchi che, variano di volta in volta. Se si arrabbia mentre ha indosso quel collare, si trasforma, e solo se si calma ritorna ad essere una normalissima ragazza di Tokyo; per toglierlo, ci vuole una password vocale, che è stata detta poi, dal caporale Giroro: "Natsumi, amore mio, baciami dolcemente e tienimi tra le tue braccia per sempre". Peccato solo che quando ciò è accaduto, la ragazza era ipnotizzata, perdendosi così la confessione d'amore. Problemi come questi, sono stati risolti in seguito, ora l'armatura protettiva funziona perfettamente, e qualche volta è stata molto importante per salvare il mondo. È doppiata in originale da Chiwa Saitō e in italiano da Alessandra Karpoff.

#### Aki Hinata
Aki Hinata (日向秋?, Hinata Aki) è la madre di Fuyuki e Natsumi, redattrice di un manga, ha deciso di ospitare Keroro e i suoi amici sia perché sono carini, sia per osservare dal vivo come vive un alieno e produrre un nuovo fumetto ispirato a loro (difatti nel manga la redazione dove lavora Aki è quella dell'editore giapponese di Keroro, la Kadokawa Shoten e spesso la stessa Aki cita Yoshizaki, ossia l'autore del suo fumetto, come suo collaboratore). Sia Keroro e i suoi figli hanno con lei un rapporto di obbedienza assoluta, difatti Keroro si rivolge a lei come Reale madre (nel manga Comandate mamma, in originale mama-dono), anche se il lavoro la tiene il più delle volte lontano da casa. È solita rivolgersi a Keroro (in originale) chiamandolo Kero-chan. Da lei Natsumi ha ereditato il fisico sensuale e prosperoso, mentre Fuyuki il colore dei capelli e il carattere buono (difatti quando ritorna giovane col fucile realizzatore di sogni assomiglia molto al figlio). Il suo bel fisico (ha infatti un enorme numero di seno) la rende come Angol Mois, una dei soggetti che Kururu osserva più da vicino, vista la sua passione per i corpi umani femminili. Per lei lo scienziato costruirà un robot personale, da lei ribattezzato Aki-H (vero nome AK966). Viene ritenuta dai keroniani la donna più forte della Terra e non possiede nessun partner alieno. Infatti la sua bellezza è anche compensata da una grande forza e agilità. Spesso quando esce di casa per andare al lavoro, Aki Hinata per il suo corpo sexy diventa oggetto di attenzione degli uomini che la vedono per strada, benché lei non vi faccia caso. Tutte le studentesse della scuola di Natsumi e Fuyuki la conoscono e la considerano il proprio idolo, invidiando profondamente per il suo corpo sexy, e che desidererebbero tanto diventare come lei. Del marito, non si sa nulla se non del fatto che nel manga: Aki Hinata rovista tra delle sue vecchie foto di liceo dove viene mostrata una foto di lei a fianco ad uno studente liceale che però tuttavia non viene mostrato il volto. Indicando forse il suo futuro marito, anche se non si sa nulla di dove sia finito. È doppiata in originale da Akiko Hiramatsu e in italiano da Dania Cericola.

### Personaggi ricorrenti

#### Momoka Nishizawa
Momoka Nishizawa (西澤桃花?, Nishizawa Momoka) è la partner di Tamama. Momoka è la figlia di un miliardario giapponese, Baio Nishiziwaka, l'uomo che possiede da solo il 51% della ricchezza della Terra. La ragazza è innamorata del suo compagno di scuola Fuyuki Hinata che, a dire il vero, non è del tutto indifferente nei suoi confronti. Abita in una villa a Tokyo con il suo partner Tamama ed è l'unico membro che fa parte del "Club dell'Occultismo" fondato da Fuyuki. Spesso escogita con l'aiuto del suo maggiordomo, Paul Moriyama, piani per conquistare il suo amato Fuyuki. Dopo parecchie puntate, si intuisce che effettivamente Fuyuki cominci a provare qualcosa per lei. Spesso Momoka perde la pazienza; in questi momenti si rivela la sua doppia personalità ereditata dalla madre Ouka: una personalità "buona" e una personalità "aggressiva" (quest'ultima ha i capelli a punta).È doppiata in originale da Haruna Ikezawa e in italiano da Debora Magnaghi.

#### Hojo/Saburo Mutsumi
Hojo/Saburo Mutsumi (北城 睦実/サブロー?, Mutsumi Hōjō/Saburō) Saburo è il compagno di Kururu e suo grande amico. Natsumi Hinata è innamorata di lui, ma lui non se ne accorge. Alla radio è conosciuto come DJ Mutsumi, conosciuto per le sue poesie romantiche alla radio, che fanno impazzire Natsumi. Ha una penna speciale, regalatagli da Kururu dopo il loro incontro, con la quale ha la capacità di materializzare tutto ciò che disegna. Marina molto la scuola e adora stare sui tetti e sugli alberi a guardare il cielo. È doppiato in originale da Akira Ishida e in italiano da Renato Novara.

#### Koyuki Azumaya
Koyuki Azumaya (東谷小雪?, Azumaya Koyuki) è la partner di Dororo e sua grande amica. Nutre una grande devozione verso la sua amica e compagna di classe Natsumi Hinata, che nel manga viene dimostrato come proprio amore. Fin da piccola viene addestrata ad essere un'esperta ninja. Così, insieme al suo compagno Dororo, difende la natura e gli esseri umani dalle minacce che incombono su di essi. Vive insieme a Dororo in una capanna fuori città, in mezzo ad una foresta verdeggiante. È doppiata in originale da Ryō Hirohashi e in italiano da Marcella Silvestri.

#### Angol Mois
Angol Mois (アンゴル＝モア?, Angoru Moa) è una giovane aliena umanoide, dalle somiglianze di una ragazza terrestre, innamorata di Keroro,  con il quale giocava sempre quand'era piccola. Figlia del Re del Terrore e di Angol Tia, secondo quando profetizzato da Nostradamus, Mois sarebbe dovuta arrivare sulla Terra nel luglio del 1999 per distruggerla su ordine di suo padre. Nell'anime (ambientato nel 2004, a differenza del manga che si svolge nel 1999), Mois arriva con un ritardo di cinque anni, perché si è addormentata durante il viaggio. Una volta arrivata sulla Terra ed aver preso le sembianze della ragazza terrestre Asami, Mois viene colpita alla testa e cade nel giardino di casa Hinata. Il colpo le procura la cosiddetta "Sindrome di Kakaroth" (riferimento a Son Goku di Dragon Ball, il cui nome saiyan è "Kakaroth"), cambiando il suo carattere freddo e spietato in uno più buono e ingenuo. Tuttavia Mois non dimentica la sua missione e comincia comunque a distruggere la Terra con la sua "Lancia di Lucifero" ("Lancia dell'energia" nel doppiaggio italiano), ma viene fermata da Keroro, il quale si rende conto che con la Terra sarebbero state distrutte anche le fabbriche dei suoi amati Gunpla. Mois comincia quindi a vivere in casa Hinata, cercando di aiutare Keroro e il suo plotone con la conquista della Terra, attirandosi però la gelosia di Tamama. Come tutti i membri della sua specie, l'unica debolezza di Mois è la Angol Stone, una pietra in grado di bloccare i suoi poteri, prima indebolendola e poi sigillandola al suo interno. È doppiata in originale da Mamiko Noto e in italiano da Elisabetta Spinelli.

#### Paul Moriyama
Paul Moriyama (ポール森山?, Pōru Moriyama) è il maggiordomo di Momoka, sempre attento a non deludere la sua padrona. Aiuta Momoka nei suoi piani strategici per conquistare il cuore di Fuyuki Hinata. Spesso, viene visto intento al comandare le guardie del corpo di Momoka. Vive nella villa di Tokyo di Momoka insieme a Tamama. Nell'episodio 6 "Il grande piano strategico" ingaggia un combattimento con Giroro, pensando che volesse far del male a Momoka, e si rivela essere un ottimo combattente. È doppiato in originale da Keiji Fujiwara e in italiano da Marco Balbi.

#### Kogoro
Kogoro (kogoro?, Kogorō) è un detective privato ed è ispirato al personaggio Retsu Ichijouji del telefilm Uchuu Keiji Gavan; per la maggior parte dell'anime risulta essere disoccupato e senza soldi (si nota bene la situazione non rosea che vive, in quanto si fionda su monete anche di poco valore); in un solo episodio viene reclutato per svolgere il suo lavoro: è un bambino che gli chiede aiuto per ritrovare il suo gattino disperso. È un grande amico, sin dall'infanzia, del sergente Keroro: in un flashback, quando erano ancora dei piccoli su Keron, si vedono i 2 giocare e Kogoro aggiunge che da grande catturerà tutti i cattivi dello spazio (compreso l'amico Keroro, se diverrà un soldato dell'esercito di Keron malvagio). Vive in un vecchio stabile abbandonato, insieme a sua sorella Lovey. Ride molto, sia se felice, sia se molto arrabbiato. Appare per la prima volta durante l'episodio 24. È doppiato in originale Nobuyuki Hiyama e in italiano da Alberto Sette.

#### Lovey
Lovey (ラビー?, Rabī, "Rabbi" nell'edizione italiana del manga) è la sorellina di Kogoro. Per poter guadagnare qualche soldo, fa numerosi lavori (come ad esempio vendere dolci o dare ai passanti dei dépliant di centri commerciali). È l'unica a capire quando il fratello è imbarazzato o arrabbiato grazie alle sue capacità di empatia con lui. Per un po' è stata una famosa star TV. Si scusa sempre per i comportamenti di Kogoro. È doppiata in originale da Tomoko Kaneda e in italiano da Serena Clerici.

#### Gattina
Gattina è una gattina rosa molto affezionata a Giroro che vive nella tenda con lui. È doppiata in italiano Emanuela Pacotto.

#### Nuovo Keroro/Keroro 2
Nuovo Keroro (新ケロロ?, Shin Keroro), o Keroro 2 (ケロロ-II?, Keroro 2) è un personaggio che compare solo nel manga e nella nuova serie flash. Anch'egli si chiama come il protagonista: Keroro. Spiegando che Keroro è un nome piuttosto comune nel loro pianeta. Viene inviato sulla terra dalle alte forze dei keroniani come nuova generazione di soldati scelti keroniani dotato di tutte le abilità di un plotone. Anch'egli come Keroro farà amicizia con un ragazzo terrestre. Possiede anche lui la Keron star come Keroro, tuttavia Kururu scopre in base a certe analisi che alla sua Keron star mancano gran parte dei dati.

#### Tomosu Hinohara
Tomosu Hinohara (火ノ原灯?, Hinohara Tomosu) è il partner terrestre di Nuovo Keroro. Frequenta la V elementare. Amico di Fuyuki, ha fondato alla sua scuola il Junior Occult Club.

#### Myou Kaneami
Myou Kaneami ( 金阿弥 明 ?, Kaneami Myou) è una ragazzina innamorata di Tomosu. Ha orecchie da gatto e un occhio d'oro con poteri speciali, che tiene sempre chiuso.

## Altri personaggi

### Alieni

#### Poyon
Poyon è una poliziotta spaziale, dotata di una speciale pistola; ripete spesso la parola "poyo". È doppiata in originale da Mayuko Omimura e in italiano da Federica Valenti.

#### Poyan
Poyan è un'altra poliziotta spaziale, simile a Poyon; ripete spesso la parola "poya".

#### Sumomo
Sumomo è una Axolotliana. Nell'anime è una popstar, mentre nel manga è una studentessa. Non conosce bene i costumi della Terra. È doppiata in originale da Juri Ihata e in italiano da Emanuela Pacotto.

#### Angol Goa
Il Grande Re del Terrore Angol Goa è il gigantesco padre di Angol Mois; ha inviato la figlia a distruggere la Terra per tenere alto il nome della famiglia. Di per sé non vorrebbe distruggerla, ma ha una paura folle di sua moglie. È doppiato in originale da Nobuaki Kakuda e in italiano da Guido Rutta.

#### Angol Tia
Angol Tia è la terribile madre di Angol Mois. A differenza del marito ha una corporatura normale, come la figlia.

#### Dance Man
Cantante funky alieno, molto popolare anche sulla Terra. Ha aiutato Keroro e i suoi amici a salvare il pianeta dall'invasione dei cloni di Damanu Masu. Da notare che Dance Man altri non è che il nome d'arte del cantante giapponese Hideki Fujisawa, doppiatore originale del personaggio. Dance Man è l'artista della canzone Afro Gunso, la prima canzone finale di Keroro. In italiano è doppiato da Lorenzo Scattorin.

#### Dason Maso
Cantante funky alieno amico di Kururu. È un imitatore del più popolare Dance Man, cosa di cui va molto fiero. Con il suo raggio è in grado di trasformare tutti in cantanti afro. In Italiano viene chiamato "Tonto Man" nelle sue prime apparizioni e "Damanumasu" in seguito in virtù di un cambiamento degli addetti all'adattamento e alla traduzione. È doppiato in originale da Yuuichi Nagashima e in italiano da Paolo De Santis.

#### Nagomi
Sacerdote spaziale, se lo si fa arrabbiare rischia di distruggere un pianeta.

#### Nevula
Padre di Alisa Southerncross, che aiuta affinché torni umana. Nevula è l'ultimo esponente nonché coscienza collettiva della sua specie.

#### Alisa Southerncross
Misteriosa ragazza che dà la caccia agli alieni per diventare umana essendo in realtà una bambola. Prova un interesse per Fuyuki. È molto temuta dalla comunità aliena e il suo padre adottivo è l'ultimo esponente della razza aliena del pianeta più remoto dell'universo. È doppiata in originale da Akiko Yajima e in italiano da Cinzia Massironi.

### Terrestri

#### Baio Nishizawa
Autoritario padre di Momoka, in realtà gli vuole molto bene; vive in Scozia. È doppiato in originale da Shūichi Ikeda e in italiano da Mario Scarabelli.

#### Ouka Nishizawa
Madre di Momoka, combattente imbattibile; anche lei, come la figlia, ha una doppia personalità. È doppiata in originale da Yoshiko Sakakibara.

#### Akina Hinata
Madre di Aki e nonna di Natsumi e Fuyuki. Vive in campagna e conosce Keroro e i suoi amici; successivamente, si affezionerà molto a Koyuki. È doppiata in italiano da Hisako Kyouda e in italiano da Caterina Rochira.

#### Chiruyo Tsukigami
Membro del giornale della scuola media frequentata da Natsumi e Fuyuki (KGS); è innamorata perdutamente di quest'ultimo. Nella versione italiana dell'anime il suo nome è pronunciato "Kiruyo" anziché "Ciruyo".

#### Mukuro
Ninja compagna d'addestramento di Koyuki, all'epoca in cui lei viveva al villaggio di Shinobino. È doppiata in originale da Sayaka Ōhara.

#### Ragazza fantasma
Il fantasma della ragazza che vive in casa Hinata, è spesso dimenticata da tutti. È doppiata in italiano da Chie Matsuura e in italiano da Federica Valenti.

#### Asami
Asami è la ragazza di cui Mois ha preso l'aspetto una volta giunta sulla Terra. La sua storia varia molto da anime e manga. Nel primo è infatti una ragazza vista come una teppista solo perché è stata coinvolta in una rissa per salvare un'amica, nel manga è invece una teppista vera e propria, compagna di scuola di Mutsumi. È doppiata in originale da Mamiko Noto e in italiano da Elisabetta Spinelli.

#### Melody Honey
Cantante americana apparsa nell'episodio 18 durante la gara in bikini. È doppiata in originale da Megumi Toyoguchi e in italiano da Jolanda Granato.

## Personaggi dei film

### Chō gekijōban Keroro gunsō

#### Kilulu
Kilulu (キルル?, Kiruru) è l'antagonista principale del primo film. È un Keroniano bianco e viola con gli occhi verdi. In passato miglior amico di Keroro, i due hanno poi litigato in seguito ad un evento ignoto. È doppiato in originale da Jūrōta Kosugi e in italiano da Gianni Gaude.

#### Mirara
Mirara (ミララ?, Mirara). È doppiato in originale da Yui Aragaki

#### Zorori
Zorori (ゾロリ?, Zorori). È doppiato in originale da Kōichi Yamadera

#### Mangaka
Mangaka (漫画家?, Mangaka). È doppiato in originale da Tōru Furuya.

### Chō gekijōban Keroro gunsō 2: Shinkai no princess de arimasu!

#### Merl
Merl (メール?, Meiru). È doppiato in originale da Hōko Kuwashima.

#### Marl
Marl (マール?, Māru). È doppiato in originale da Nozomi Tsuji.

#### Kilulu (Pacifico del Sud)
Kilulu (Pacifico del Sud) (キルル「南太平洋」?, Kiruru (Minamitaiheiyō)). È doppiato in originale da Yoshinori Fujita.

### Chō gekijōban Keroro gunsō 3: Keroro tai Keroro - Tenkū dai kessen de arimasu!

#### X-Keroro
Parte oscura di Keroro. Cerca di conquistare la Terra con il suo plotone composto da 2 keroniani: Shivava e Doruru. Keroro e Fuyuki lo convincono a non distruggere la terra ma salvarla e quindi decide di sacrificarsi per salvare il pianeta.

#### Shivava
Il più scarso del plotone di X-Keroro. Viene battuto dall'impatto Tamama di Tamama. Combatte con un bastone con cui fa i suoi attacchi, nonostante usa lo spirito e la forza per fare i suoi attacchi speciali.

#### Doruru
Doruru è il caporale delle forze militari di Kuwawa, il padre di Taruru. Kuwawa ha una forza militare quasi forte quanto quella del Sergente Terrore, padre di Keroro. Doruru ha delle armi attaccate al corpo. Doruru si batte contro Giroro e mentre Giroro ha la peggio si rimette in vantaggio e batte Doruru, dopo di ciò le sue armi esplodono e feriscono Natsumi e Giroro.